# The Handmaid’s Tale – Der Report der Magd/Episodenliste
Diese Seite enthält eine Auflistung aller Episoden der seit 2017 veröffentlichten US-Fernsehserie The Handmaid’s Tale – Der Report der Magd.

## Staffelüberblick
| Staffel | Episoden | Erstveröffentlichung (Hulu)   | Deutschsprachige Erstveröff. (MagentaTV) | DVD und Blu-ray (Deutsch) |
| ------- | -------- | ----------------------------- | ---------------------------------------- | ------------------------- |
| 1       | 10       | 26. Apr. 2017 – 14. Jun. 2017 | 4. Okt. 2017 – 23. Nov. 2017             | 15. März 2018             |
| 2       | 13       | 25. Apr. 2018 – 11. Jul. 2018 | 2. Aug. 2018 – 11. Okt. 2018             | 13. Dez. 2018             |
| 3       | 13       | 5. Jun. 2019 – 14. Aug. 2019  | 5. Sep. 2019                             | 5. Dez. 2019              |
| 4       | 10       | 27. Apr. 2021 – 16. Jun. 2021 | 2. Sep. 2021                             | 28. April 2022            |
| 5       | 10       | 14. Sep. 2022 – 9. Nov. 2022  | 10. Nov. 2022 – 22. Dez. 2022            | 11. Mai 2023              |
| 6       | 10       | 8. Apr. 2025 – 27. Mai 2025   | 8. Apr. 2025 – 27. Mai 2025              |                           |

## Episodenliste

### Staffel 1
Die Erstausstrahlung der ersten Staffel erfolgte vom 26. April 2017 bis zum 14. Juni 2017 auf dem US-amerikanischen Streamingdienst Hulu. Die deutsche Free-TV-Premiere erfolgte vom 18. bis 22. Oktober 2019 auf Tele 5.
| Nr. (ges.) | Nr. (St.) | Deutscher Titel                   | Originaltitel                     | Erstveröffentlichung USA | Deutschsprachige Erstveröffentlichung (D) | Regie             | Drehbuch             | Länge  |
| ---------- | --------- | --------------------------------- | --------------------------------- | ------------------------ | ----------------------------------------- | ----------------- | -------------------- | ------ |
| 1          | 1         | Desfred                           | Offred                            | 26. Apr. 2017            | 4. Okt. 2017                              | Reed Morano       | Bruce Miller         | 58 min |
| 2          | 2         | Geburtstag                        | Birth Day                         | 26. Apr. 2017            | 4. Okt. 2017                              | Reed Morano       | Bruce Miller         | 47 min |
| 3          | 3         | Erwachen                          | Late                              | 26. Apr. 2017            | 4. Okt. 2017                              | Reed Morano       | Bruce Miller         | 53 min |
| 4          | 4         | Nolite Te Bastardes Carborundorum | Nolite Te Bastardes Carborundorum | 3. Mai 2017              | 12. Okt. 2017                             | Mike Barker       | Leila Gerstein       | 53 min |
| 5          | 5         | Treu und Glauben                  | Faithful                          | 10. Mai 2017             | 19. Okt. 2017                             | Mike Barker       | Dorothy Fortenberry  | 53 min |
| 6          | 6         | Der Platz einer Frau              | A Woman’s Place                   | 17. Mai 2017             | 26. Okt. 2017                             | Floria Sigismondi | Wendy Straker Hauser | 55 min |
| 7          | 7         | Auf der anderen Seite             | The Other Side                    | 24. Mai 2017             | 2. Nov. 2017                              | Floria Sigismondi | Lynn Renee Maxcy     | 47 min |
| 8          | 8         | Jezebels Reich                    | Jezebels                          | 31. Mai 2017             | 9. Nov. 2017                              | Kate Dennis       | Kira Snyder          | 50 min |
| 9          | 9         | Erhebung, Blut und Gottes Gabe    | The Bridge                        | 7. Juni 2017             | 16. Nov. 2017                             | Kate Dennis       | Eric Tuchman         | 50 min |
| 10         | 10        | Errettung                         | Night                             | 14. Juni 2017            | 23. Nov. 2017                             | Kari Skogland     | Bruce Miller         | 60 min |

### Staffel 2
Die Erstausstrahlung der zweiten Staffel erfolgte seit dem 25. April 2018 und bis zum 11. Juli 2018 auf dem US-amerikanischen Streamingdienst Hulu. Die zweite Staffel wurde auf Deutsch ab dem 2. August 2018 auf dem Streaming-Portal EntertainTV der Telekom veröffentlicht. Die deutsche Free-TV-Premiere erfolgte vom 6. bis 21. November 2020 auf Tele 5.
| Nr. (ges.) | Nr. (St.) | Deutscher Titel      | Originaltitel     | Erstveröffentlichung USA | Deutschsprachige Erstveröffentlichung (D) | Regie          | Drehbuch                  | Länge  |
| ---------- | --------- | -------------------- | ----------------- | ------------------------ | ----------------------------------------- | -------------- | ------------------------- | ------ |
| 11         | 1         | June                 | June              | 25. Apr. 2018            | 2. Aug. 2018                              | Mike Barker    | Bruce Miller              | 56 min |
| 12         | 2         | Unfrauen             | Unwomen           | 25. Apr. 2018            | 2. Aug. 2018                              | Mike Barker    | Bruce Miller              | 55 min |
| 13         | 3         | Geschlechterverrat   | Baggage           | 2. Mai 2018              | 2. Aug. 2018                              | Kari Skogland  | Dorothy Fortenberry       | 58 min |
| 14         | 4         | Die andere Frau      | Other Women       | 9. Mai 2018              | 9. Aug. 2018                              | Kari Skogland  | Yahlin Chang              | 54 min |
| 15         | 5         | Saat                 | Seeds             | 16. Mai 2018             | 16. Aug. 2018                             | Mike Barker    | Kira Snyder               | 52 min |
| 16         | 6         | Erstes Blut          | First Blood       | 23. Mai 2018             | 23. Aug. 2018                             | Mike Barker    | Eric Tuchman              | 58 min |
| 17         | 7         | Danach               | After             | 30. Mai 2018             | 30. Aug. 2018                             | Kari Skogland  | Lynn Renee Maxcy          | 55 min |
| 18         | 8         | Der Frauen Werk      | Women’s Work      | 6. Juni 2018             | 6. Sep. 2018                              | Kari Skogland  | Nina Fiore, John Herrera  | 52 min |
| 19         | 9         | Kluge Gewalten       | Smart Power       | 13. Juni 2018            | 13. Sep. 2018                             | Jeremy Podeswa | Dorothy Fortenberry       | 57 min |
| 20         | 10        | Die letzte Zeremonie | The Last Ceremony | 20. Juni 2018            | 20. Sep. 2018                             | Jeremy Podeswa | Yahlin Chang              | 55 min |
| 21         | 11        | Holly                | Holly             | 27. Juni 2018            | 27. Sep. 2018                             | Daina Reid     | Bruce Miller, Kira Snyder | 48 min |
| 22         | 12        | Postpartum           | Postpartum        | 4. Juli 2018             | 4. Okt. 2018                              | Daina Reid     | Eric Tuchman              | 55 min |
| 23         | 13        | Das Wort             | The Word          | 11. Juli 2018            | 11. Okt. 2018                             | Mike Barker    | Bruce Miller              | 63 min |

### Staffel 3
Die Erstausstrahlung der dritten Staffel erfolgte seit dem 5. Juni 2019 bis zum 14. August 2019 auf dem US-amerikanischen Streamingdienst Hulu. In Deutschland wurden am 5. September 2019 auf MagentaTV per Streaming alle Folgen bereitgestellt.
| Nr. (ges.) | Nr. (St.) | Deutscher Titel     | Originaltitel       | Erstveröffentlichung USA | Deutschsprachige Erstveröffentlichung (D) | Regie               | Drehbuch                    | Länge  |
| ---------- | --------- | ------------------- | ------------------- | ------------------------ | ----------------------------------------- | ------------------- | --------------------------- | ------ |
| 24         | 1         | Nacht               | Night               | 5. Juni 2019             | 5. Sep. 2019                              | Mike Barker         | Bruce Miller                | 50 min |
| 25         | 2         | Maria und Martha    | Mary and Martha     | 5. Juni 2019             | 5. Sep. 2019                              | Mike Barker         | Kira Snyder                 | 51 min |
| 26         | 3         | Obacht              | Useful              | 5. Juni 2019             | 5. Sep. 2019                              | Amma Asante         | Yahlin Chang                | 50 min |
| 27         | 4         | Gott segne das Kind | God Bless the Child | 12. Juni 2019            | 5. Sep. 2019                              | Amma Asante         | Eric Tuchman                | 51 min |
| 28         | 5         | Unbekannter Anrufer | Unknown Caller      | 19. Juni 2019            | 5. Sep. 2019                              | Colin Watkinson     | Marissa Jo Cerar            | 50 min |
| 29         | 6         | Haushalt            | Household           | 26. Juni 2019            | 5. Sep. 2019                              | Dearbhla Walsh      | Dorothy Fortenberry         | 56 min |
| 30         | 7         | Unter seinem Auge   | Under His Eye       | 3. Juli 2019             | 5. Sep. 2019                              | Mike Barker         | Nina Fiore und John Herrera | 46 min |
| 31         | 8         | Ungeeignet          | Unfit               | 10. Juli 2019            | 5. Sep. 2019                              | Mike Barker         | Kira Snyder                 | 46 min |
| 32         | 9         | Heroisch            | Heroic              | 17. Juli 2019            | 5. Sep. 2019                              | Daina Reid          | Lynn Renee Maxcy            | 49 min |
| 33         | 10        | Zeremonie           | Witness             | 24. Juli 2019            | 5. Sep. 2019                              | Daina Reid          | Jacey Heldrich              | 52 min |
| 34         | 11        | Lügner(in)          | Liars               | 31. Juli 2019            | 5. Sep. 2019                              | Deniz Gamze Ergüven | Yahlin Chang                | 52 min |
| 35         | 12        | Opferung            | Sacrifice           | 7. Aug. 2019             | 5. Sep. 2019                              | Deniz Gamze Ergüven | Eric Tuchman                | 47 min |
| 36         | 13        | Mayday              | Mayday              | 14. Aug. 2019            | 5. Sep. 2019                              | Mike Barker         | Bruce Miller                | 64 min |

### Staffel 4
Die Erstausstrahlung der vierten Staffel erfolgte seit dem 27. April 2021 bis zum 16. Juni 2021 auf dem US-amerikanischen Streamingdienst Hulu. In Deutschland steht die Staffel seit dem 2. September 2021 auf MagentaTV zur Verfügung.
| Nr. (ges.) | Nr. (St.) | Deutscher Titel | Originaltitel  | Erstveröffentlichung USA | Deutschsprachige Erstveröffentlichung (D) | Regie           | Drehbuch                    | Länge  |
| ---------- | --------- | --------------- | -------------- | ------------------------ | ----------------------------------------- | --------------- | --------------------------- | ------ |
| 37         | 1         | Schweine        | Pigs           | 27. Apr. 2021            | 2. Sep. 2021                              | Colin Watkinson | Bruce Miller                | 56 min |
| 38         | 2         | Nachtschatten   | Nightshade     | 27. Apr. 2021            | 2. Sep. 2021                              | Colin Watkinson | Kira Snyder                 | 48 min |
| 39         | 3         | Der Übergang    | The Crossing   | 27. Apr. 2021            | 2. Sep. 2021                              | Elisabeth Moss  | Bruce Miller                | 62 min |
| 40         | 4         | Milch           | Milk           | 5. Mai 2021              | 2. Sep. 2021                              | Christina Choe  | Jacey Heldrich              | 47 min |
| 41         | 5         | Chicago         | Chicago        | 12. Mai 2021             | 2. Sep. 2021                              | Christina Choe  | John Herrera und Nina Fiore | 45 min |
| 42         | 6         | Gelübde         | Vows           | 19. Mai 2021             | 2. Sep. 2021                              | Richard Shepard | Dorothy Fortenberry         | 43 min |
| 43         | 7         | Zuhause         | Home           | 26. Mai 2021             | 2. Sep. 2021                              | Richard Shepard | Yahlin Chang                | 47 min |
| 44         | 8         | Aussage         | Testimony      | 2. Juni 2021             | 2. Sep. 2021                              | Elisabeth Moss  | Kira Snyder                 | 57 min |
| 45         | 9         | Fortschritt     | Progress       | 9. Juni 2021             | 2. Sep. 2021                              | Elisabeth Moss  | Eric Tuchman und Aly Monroe | 55 min |
| 46         | 10        | Die Wildnis     | The Wilderness | 16. Juni 2021            | 2. Sep. 2021                              | Liz Garbus      | Bruce Miller                | 58 min |

### Staffel 5
Die Erstausstrahlung der fünften Staffel erfolgte vom 12. September 2022 bis 9. November 2022 auf dem US-amerikanischen Streamingdienst Hulu. In Deutschland steht die Staffel seit dem 10. November 2022 auf MagentaTV zur Verfügung und wurde wöchentlich ausgestrahlt.
| Nr. (ges.) | Nr. (St.) | Deutscher Titel | Originaltitel | Erstveröffentlichung USA | Deutschsprachige Erstveröffentlichung (D) | Regie            | Drehbuch                 | Länge  |
| ---------- | --------- | --------------- | ------------- | ------------------------ | ----------------------------------------- | ---------------- | ------------------------ | ------ |
| 47         | 1         | Morgen          | Morning       | 14. Sep. 2022            | 10. Nov. 2022                             | Elisabeth Moss   | Bruce Miller             | 57 min |
| 48         | 2         | Ballet          | Ballet        | 14. Sep. 2022            | 10. Nov. 2022                             | Elisabeth Moss   | Nina Fiore, John Herrera | 57 min |
| 49         | 3         | Grenze          | Border        | 21. Sep. 2022            | 10. Nov. 2022                             | Dana Gonzales    | Aly Monroe               | 49 min |
| 50         | 4         | Liebe Desfred   | Dear Offred   | 28. Sep. 2022            | 10. Nov. 2022                             | Dana Gonzales    | Jacey Heldrich           | 47 min |
| 51         | 5         | Märchen         | Fairytale     | 5. Okt. 2022             | 17. Nov. 2022                             | Eva Vives        | J. Holtham               | 44 min |
| 52         | 6         | Zusammen        | Together      | 12. Okt. 2022            | 24. Nov. 2022                             | Eva Vives        | Katherine Collins        | 53 min |
| 53         | 7         | Niemandsland    | No Man’s Land | 19. Okt. 2022            | 1. Dez. 2022                              | Natalia Leite    | Rachel Shukert           | 46 min |
| 54         | 8         | Mutterland      | Motherland    | 26. Okt. 2022            | 8. Dez. 2022                              | Natalia Leite    | Yahlin Chang             | 52 min |
| 55         | 9         | Treueeid        | Allegiance    | 2. Nov. 2022             | 15. Dez. 2022                             | Bradley Whitford | Eric Tuchman             | 47 min |
| 56         | 10        | In Sicherheit   | Safe          | 9. Nov. 2022             | 22. Dez. 2022                             | Elisabeth Moss   | Bruce Miller             | 57 min |

### Staffel 6
Die Erstausstrahlung der sechsten Staffel erfolgt seit dem 8. April 2025 auf dem US-amerikanischen Streamingdienst Hulu. In Deutschland steht die Staffel ebenfalls seit dem 8. April 2025 auf MagentaTV zur Verfügung und wird wöchentlich ausgestrahlt.
| Nr. (ges.) | Nr. (St.) | Deutscher Titel     | Originaltitel       | Erstveröffentlichung USA | Deutschsprachige Erstveröffentlichung (D) | Regie          | Drehbuch                    | Länge   |
| ---------- | --------- | ------------------- | ------------------- | ------------------------ | ----------------------------------------- | -------------- | --------------------------- | ------- |
| 57         | 1         | Zug                 | Train               | 8. Apr. 2025             | 8. Apr. 2025                              | Elisabeth Moss | Nika Castillo, Bruce Miller | 46 min  |
| 58         | 2         | Exil                | Exile               | 8. Apr. 2025             | 8. Apr. 2025                              | Elisabeth Moss | J. Holtham                  | 55 min  |
| 59         | 3         | Hingabe             | Devotion            | 8. Apr. 2025             | 8. Apr. 2025                              | David Lester   | Nina Fiore, John Herrera    | 43 min  |
| 60         | 4         | Beförderung         | Promotion           | 15. Apr. 2025            | 15. Apr. 2025                             | Natalia Leite  | Jacey Heldrich              | 43 min  |
| 61         | 5         | Janine              | Janine              | 22. Apr. 2025            | 22. Apr. 2025                             | Natalia Leite  | Ubah Mohamed                | 42 min  |
| 62         | 6         | Überraschung        | Surprise            | 29. Apr. 2025            | 29. Apr. 2025                             | Natalia Leite  | Aly Monroe                  | 37 min  |
| 63         | 7         | Zerschmettert       | Shattered           | 6. Mai 2025              | 6. Mai 2025                               | Daina Reid     | Katherine Collins           | 40 min  |
| 64         | 8         | Exodus              | Exodus              | 13. Mai 2025             | 13. Mai 2025                              | Daina Reid     | Yahlin Chang                | 46 min  |
| 65         | 9         | Hinrichtung         | Execution           | 20. Mai 2025             | 20. Mai 2025                              | Elisabeth Moss | Eric Tuchman                | —       |
| 66         | 10        | Der Report der Magd | The Handmaid’s Tale | 27. Mai 2025             | 27. Mai 2025                              | Elisabeth Moss | Bruce Miller                | 53 min. |